# Høylandet
Høylandet é uma comuna da Noruega, com 755 km² de área e 1 258 habitantes (censo de 2004).         